# روی شکم خواباندن

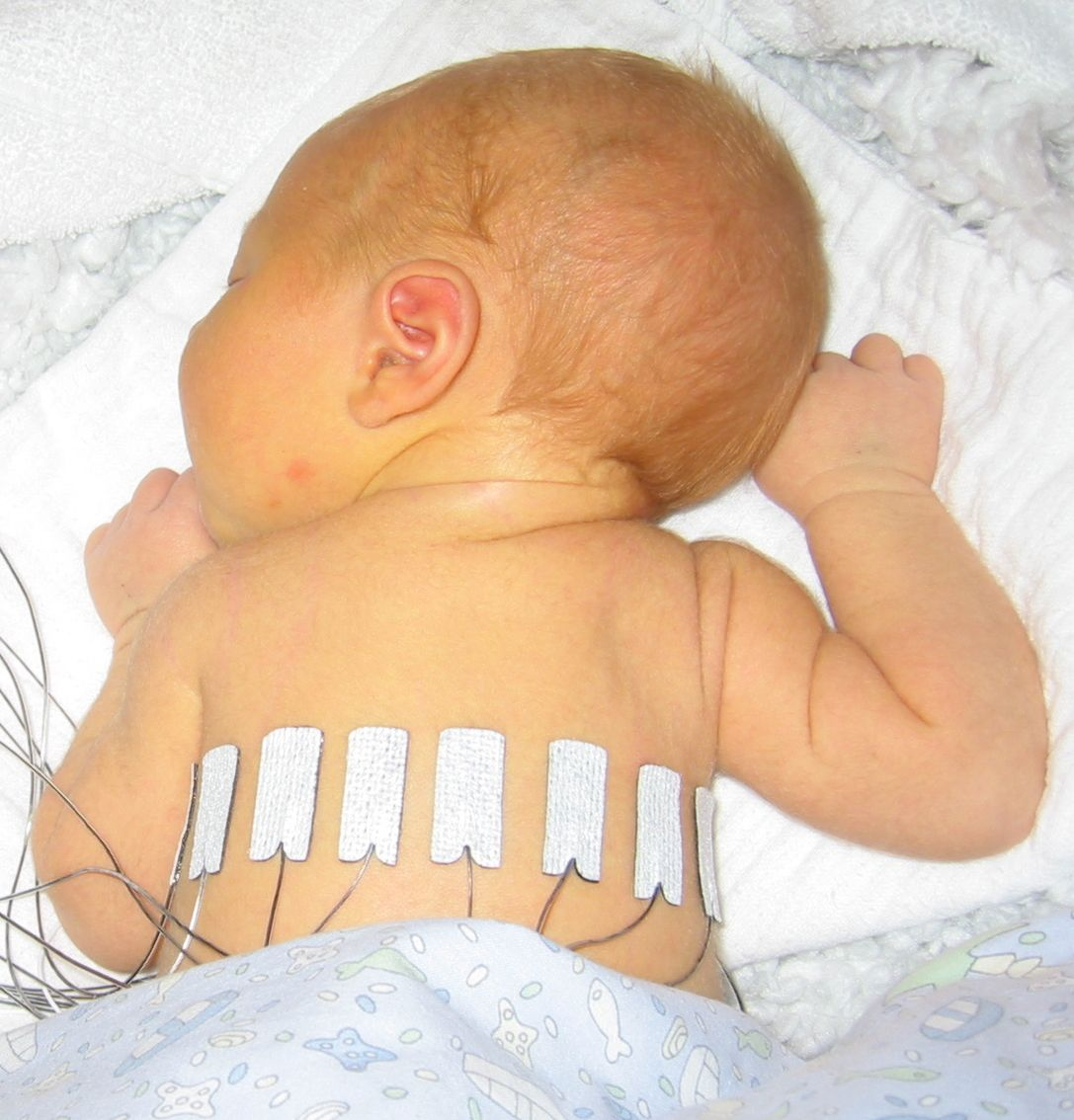
نوزاد ده‌روزه خوابیده روی شکم

روی شکم خواباندن (به انگلیسی: Proning) روشی برای بعضی از بیماران مبتلا به دشواری تنفس است که کمک می‌کند بهتر نفس بکشند به عبارت دیگر، این شکل خواباندن باعث می‌شود اکسیژن بیشتری وارد ریه‌ها شود. اصطلاح پزشکی «Proning» از واژه لاتینی «pronus» به معنی به جلو خم شدن گرفته شده‌است. فواید خواباندن بیمار روی شکم نخستین بار اواسط دهه ۱۹۷۰ مشاهده شد اما به گفته کارشناسان، در سال ۱۹۸۶ بود که در بیمارستان‌های سراسر جهان رواج یافت. در زمان دنیاگیری ۲۰–۲۰۱۹ کروناویروس برای مبتلایان به کروناویروس که در بخش مراقبت‌های ویژه هستند از این روش زیاد استفاده می‌شود.